# Chiesa di Santo Stanislao dei Polacchi
La chiesa di Santo Stanislao dei Polacchi (in polacco: Kościół św. Stanisława Biskupa i Męczennika) è un luogo di culto cattolico di Roma, nel rione Sant'Angelo, situato in via delle Botteghe Oscure. È la chiesa nazionale dei polacchi residenti a Roma. La chiesa è anche nota come con il nome di Santo Stanislao alle Botteghe Oscure, dalla via sulla quale sorge.

## Storia
Essa risale all'antica San Salvatore in pensilis de Sorraca, chiesa medievale ricordata in alcuni documenti del 1174 e del 1209. Un'epigrafe oggi conservata nell'androne d'ingresso del Palazzo Busiri in via Aurora fa riferimento alla ricostruzione della chiesa, fatta il 27 ottobre 1285 «per venerabilem Hieronymum episcopum Prenestinum»: questa lapide è tutto ciò che resta dell'antica chiesa medievale. Essa era costruita sui resti del Circo Flaminio e da qui ne ricavava il nome: per Armellini i pensili erano i palchi entro i quali lavoravano le prostitute; per altri era una deformazione del tedesco pisil, fornace, in riferimento alle fornaci del circo. L'appellativo de Sorraca fa riferimento invece ad una famiglia con questo nome.
Papa Gregorio XIII concesse la chiesa al cardinale polacco Stanislao Osio, che nel 1580 fece rifare completamente la chiesa, che divenne chiesa nazionale dei polacchi a Roma, e la dedicò al patrono della Polonia, san Stanislao Szczepanowski. I primi donatori del tempio furono la regina polacca Anna Jagellona e suo marito, il re Stefano I Báthory. Nel 1591 il nuovo luogo di culto venne consacrato.
Durante l'occupazione francese di Roma, in epoca napoleonica, i francesi espulsero i proprietari dell'istituto polacco e della chiesa e vi dislocarono le loro truppe; i locali vennero inoltre confiscati. Nel 1815, dopo il congresso di Vienna, la Polonia entrò a far parte dell'impero russo, pertanto la chiesa e l'istituto vennero assegnati ai russi, mentre l'ospizio fu trasformato in un centro per i pellegrini provenienti dalla Russia. La chiesa passò da essere cattolica a ortodossa e l'amministratore russo vendette molti oggetti di valore appartenuti al luogo, eccetto per un ostensorio donato dal duca Stanislao Poniatowski e il reliquiario donato dal vescovo di Cracovia Andrzej Stanisław Załuski.
Nel 1920, quando la Polonia era tornata ad essere uno Stato indipendente, i polacchi riacquisirono i loro diritti sulla chiesa e sull'istituto, grazie al vescovo di Cracovia Adam Stefan Sapieha. La chiesa era in uno stato di degrado, pertanto venne ristrutturata tra le due guerre mondiali, con un'interruzione tra il 1939 e il 1947. La ristrutturazione venne portata a termine dall'arcivescovo Wesoły prima della celebrazione del quarto centenario della sua consacrazione.

## Descrizione

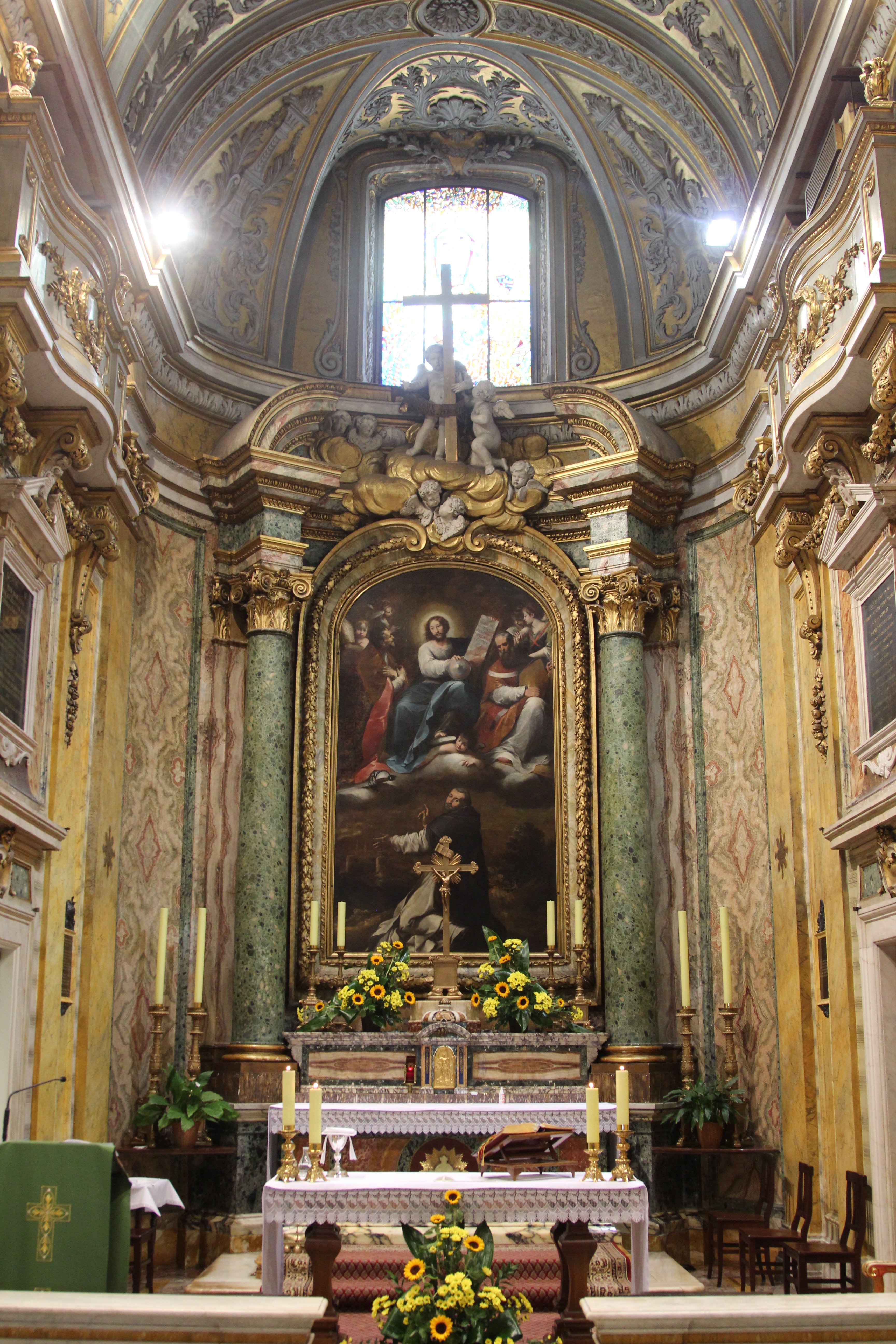
Vista del presbiterio

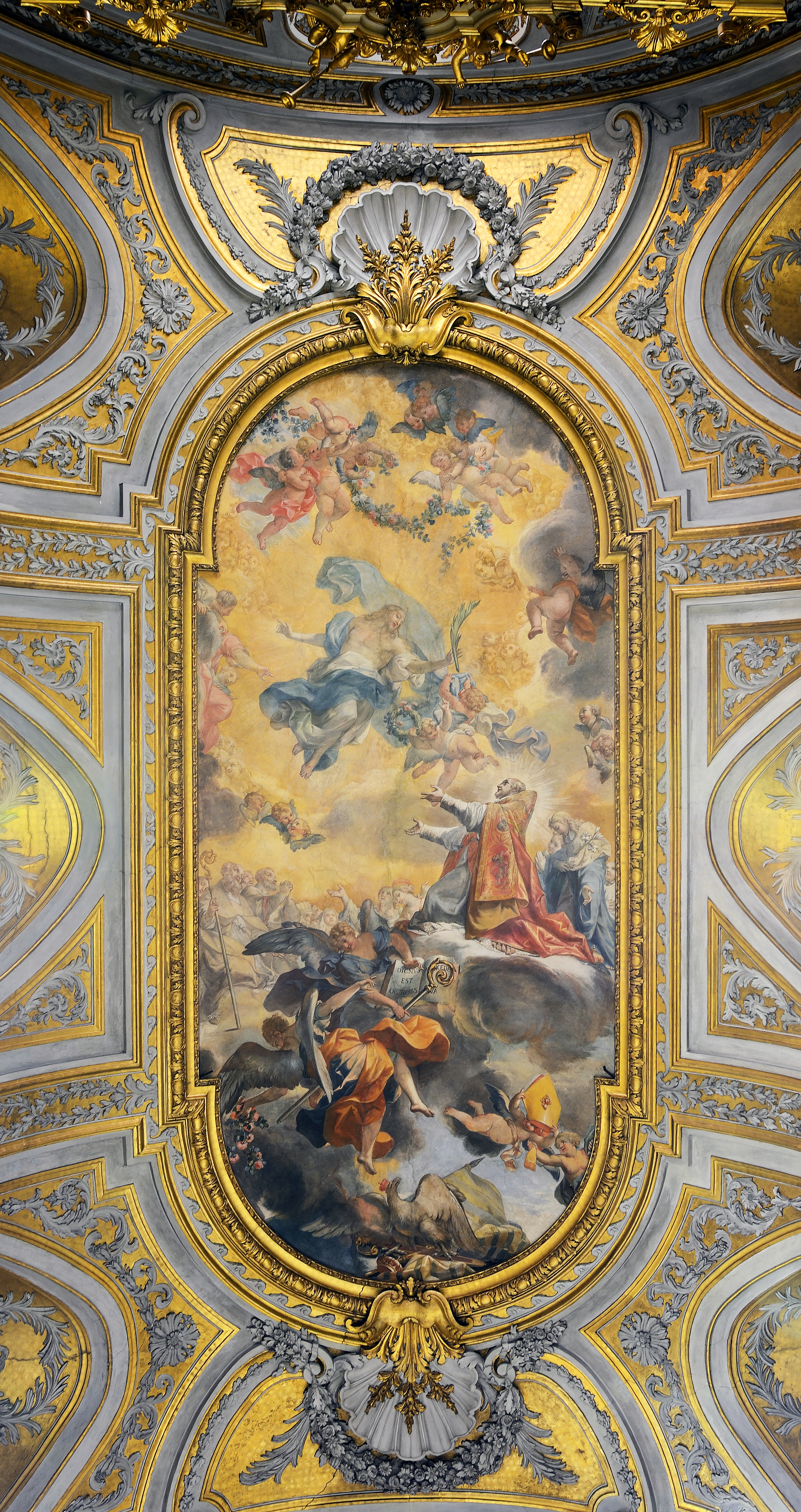
La Gloria di San Stanislao sulla volta della navata

Oggi la chiesa deve il suo aspetto attuale a lavori del Settecento che interessarono anche gli edifici adiacenti; i lavori furono diretti da Ignazio Brocchi, architetto del re di Polonia Stanislao Augusto Poniatowski, la facciata è opera di Francesco Ferrari (1735). L'interno della chiesa è a navata unica; la volta, riccamente decorata, rappresenta la Gloria di San Stanislao di Ermenegildo Costantini. All'altare maggiore, Gesù con i santi Stanislao e Giacinto di Antiveduto Gramatica (fine XVI secolo). Sono presenti altre opere settecentesche di artisti polacchi, Taddeo Kuntze ed altri. 
La prima cappella a destra è dedicata a san Casimiro di Cracovia e ospita il quadro Miracolo di san Casimiro di Franciszek Smuglewicz. La seconda a destra è dedicata a san Stanislao, e la pala d'altare di Taddeo Kuntze lo ritrae mentre resuscita un morto. Sotto il dipinto è presente una riproduzione dell'icona della Madonna nera di Częstochowa. La prima cappella di sinistra è dedicata a san Giovanni Canzio, raffigurato nella pala d'altare (opera del siciliano Salvatore Monosilio) mentre offre i suoi beni ai poveri. Sopra l'altare c'è un dipinto ovale che raffigura il santo gesuita Stanislao Kostka che riceve la comunione da un angelo. La seconda cappella di sinistra è dedicata a santa Edvige di Andechs e sopra l'altare è posto il dipinto Sant'Edvige che adora un Crocifisso di Szymon Czechowicz, del 1725. Di fronte a questa tela è presente una copia della Madonna della Misericordia della Porta dell'Aurora di Vilnius, donata dalla contessa lituana Janina Umiastauskienė.
Sulla cantoria in controfacciata si trova l'organo a canne Tamburini opus 168 del 1936; a trasmissione elettrica con somiere a doppio scompartimento, dispone di 16 registri su due manuali e pedale ed è integralmente racchiuso entro cassa espressiva.